# Красная Балка (Криворожский район)
Красная Балка (укр. Красна Балка) — село,
Глееватский сельский совет,
Криворожский район,
Днепропетровская область,
Украина.
Код КОАТУУ — 1221882003. Население по переписи 2001 года составляло 428 человек.

## Географическое положение
Село Красная Балка находится на расстоянии в 1 км от города Кривой Рог и села Новоивановка.
По селу протекает пересыхающий ручей с запрудой.